# Зайович, Сташа
Станислава Сташа Зайович (серб. Stanislava Staša Zajović; род. 1953, Никшич) — черногорская феминистка, пацифистска и публицист. Соучредитель и координатор организации «Женщины в чёрном» в Белграде.

## Биография
Окончила факультет испанского и итальянского языков в Белградском университете и присоединилась к феминистскому движению в 1980-х годах в Белграде.
Занимается многими феминистскими мероприятиями, начиная от организации уличных акций и заканчивая работой с беженцами, женщинами и так далее. Инициировала несколько женских сетей, таких как «Женская мирная сеть», «Международная сеть женской солидарности против войны/Международная сеть „Женщин в чёрном“», «Сеть отказников от военной службы по соображениям совести и против милитаризма в Сербии», «Коалиция за светское государство» и прочие.
Организовала многочисленные образовательные мероприятия, посвящённые правам женщин, женской мирной политике, межэтнической и межкультурной солидарности, женщинам и власти, женщинам и антимилитаризму. Сыграла важную роль в расширении сети «Женщины в чёрном» по всему миру. Например, в своей книге «Mujeres en pie de paz» Кармен Магаллон рассказывает, что визит Сташи Зайович в Испанию в 1993 году, её идеи и приверженность повлияли на создание в этой стране группы « Женщины в чёрном».
С 1992 года Сташа Зайович является автором многочисленных эссе, статей и приложений в местных, региональных и международных СМИ, журналах и публикациях о женщинах и политике, репродуктивных правах, войне, национализме и милитаризме, женском сопротивлении войне и антимилитаризме.
В 2017 году Сташа Зайович подписала Декларацию об общем языке хорватов, сербов, боснийцев и черногорцев.
Была частью мероприятий «Женщин в чёрном», организованных в память жертв войны в Вуковаре (Хорватия), и спикером акции протеста, посвящённой годовщине начала Боснийской войны, подчеркнув отсутствие внимания к этим событиям, жертвам и раскрытию военных преступлений.
С 1995 года участницы «Женщин в чёрном» ежегодно чтят память жертв резни в Сребренице. В 2015 году в интервью украинскому BBC Сташа Зайович заявила, что представители сербского правительства должны уважать приговоры международных судов в Гааге и признать геноцид в Сребренице.
Сташа Зайович была номинирована и получила ряд призов и наград. Среди них Премия мира тысячелетия для женщин, «Почётный гражданин Тутина», «Почётный гражданин Гранады» и другие. Была номинирована на Нобелевскую премию мира в рамках кампании «1000 женщин на Нобелевскую премию мира» в 2005 году, а также в 2005 и 2007 годах была номинирована на звание «Газетный человек года» ежедневной газетой «Данас».